# Арвидас Мацијаускас
Арвидас Мацијаускас (Клајпеда, 19. јануар 1980) је бивши литвански кошаркаш. Играо је на позицији бека.

## Клупска каријера
Свој деби у сениорској кошарци имао је у дресу Нептунаса у сезони 1996/97. Одиграо је укупно три сезоне за њих уз просечно 12,7 поена по мечу. Наредне четири сезоне је провео у Лијетувос ритасу и са њима је освојио две титуле Литванског првака. Два пута је проглашаван МВП-јем Литванске лиге. Одиграо је 146. утакмица за њих и имао просечно 15,1 поен.
Године 2003. одлази у Таукерамику. Са њима је провео две сезоне и за то време освојио шпански куп 2004. године. Дана 17. децембра 2003. постигао је 40 поена против Асвела, што му је рекорд у Евролиги. Водио је тим до финала Евролиге 2005. где су поражени од Макабија. Уврштен је у најбољи први тим Евролиге те сезоне. За две сезоне одиграо је 42. утакмице у Евролиги са Таукерамиком уз просечно 18,6 поена 2,4 скока и 2,5 асистенције.
Године 2005. одлази у Њу Орлеанс Хорнетсе. Одиграо је током сезоне 2005/06. само 19 утакмица. Мацијаускас није био задовољан својом ситуацијом у клубу и на крају сезоне одлази иако је имао трогодишњи уговор.
У јулу 2006. одлази у Олимпијакос. Са њима је потписао уговор вредан 9 милиона евра за три сезоне. Већ на почетку сезоне доживео је повреду Ахилове тетиве и пропустио остатак сезоне. Наредне сезоне се вратио и поново заиграо сјајно. Изабран је за МВП-а месеца новембра у Евролиги, шутирајући сјајних 80 одсто из игре. Стигли су до четвртфинала Евролиге, где их је сачекао ЦСКА, будући шампион. Касније те године поново се повредио, а власници клуба браћа Ангелопулос су га тужили и тражили раскид уговора без компензације. Суд је прво пресудио у корист Мацијаускаса али је клуб поднео жалбу и на крају добио спор у новембру 2009.
У јуну 2010. објавио је да се повлачи из кошарке због проблема са повредама.

## Репрезентација
Са репрезентацијом Литваније освојио је златну медаљу на Европском првенству 2003. Такође је играо и на Олимпијским играма 2004. и на Светском првенству 2006.